# Cédric Beaudou
Cédric Beaudou est un journaliste sportif français du service des sports de France Télévisions, spécialisé dans le rugby. Il est rédacteur en chef du service rugby et intervient régulièrement dans Stade 2 pour présenter l'actualité du rugby.

## Biographie

### Carrière de journaliste
Cédric Beaudou est originaire du Comminges dans le Sud-Ouest. Après une maîtrise d'histoire contemporaine à la faculté des lettres de la Sorbonne sous la direction de Jean Tulard, il intègre les équipes de France Télévisions en 1997. Diplômé du CFPJ en 1999, Cédric Beaudou commence par réaliser des reportages sur le rugby notamment pour Stade 2. Pendant quinze ans, il réalise de nombreux reportages de sports (sur les All Blacks, Lance Armstrong, Tony Parker, Invictus, Championnats d'Europe de natation...), mais aussi de société et culture en Afrique pour l'émission La Piste du Dakar en 1999 et 2000.
En 2000, il réalise avec Vincent Manniez un documentaire de 52 minutes sur les médaillés français des jeux de Sydney : L'Or Bleu diffusé en première partie de soirée sur France 3. En 2003, il écrit une minifiction sur le rugby avec Vincent Moscato : Allez la Saussouze !, qui relate la vie d'une petite équipe de rugby amateur, et réalisée par Vincent Manniez et Éric Fourniols. Cette année-là, il réalise également un reportage sur les survivants du drame de la cordillère des Andes. C'est le seul journaliste présent à bord du vol affrété par les rescapés et leur famille trente ans après pour rallier enfin Santiago du Chili.[réf. nécessaire]
De 2000 à 2011, il couvre des matchs de rugby à XV en tant que journaliste au bord du terrain pour les matchs de H Cup et du XV de France. Durant le Tournoi des Six Nations, il présente l'émission XV/15 de 2003 à 2011, en 2014 et depuis 2016, accompagné de Christophe Dominici en 2010, puis Raphaël Ibanez (2011-2018) et Vincent Clerc (depuis 2019). 
En 2007 et 2008, il commente les rencontres de Coupe d'Europe de rugby à XV aux côtés de Jérôme Cazalbou.
Lors des Jeux olympiques d'été de 2008, il prépare (avec Matthieu Lartot, Philippe Lafon et Nicolas Vinoy) une émission quotidienne de 50 minutes Un jour à Pékin diffusée sur France 2 en première partie de soirée. Durant Roland-Garros 2011 et 2012, il analyse la journée de tournoi dans Un jour à Roland, diffusé tous les soirs à 20h sur France 3,.
En 2011, Cédric Beaudou obtient un mastère spécialisé dans le management des médias et du numérique à Sciences Po. Il est rédacteur en chef adjoint chargé des retransmissions de rugby de France Télévisions, et laisse sa place en bord de terrain à Philippe Lafon. Il retrouve ce poste par intérim pour les matchs du XV de France en novembre 2018.
En août 2016, il fait partie du dispositif de France Télévisions pour les Jeux olympiques de Rio en présentant chaque nuit les épreuves olympiques de 23 h à 5 h du matin sur France 2 ou France 3. Il présente de nouveau les nuits olympiques aux Jeux olympiques de Tokyo en 2021.
Durant la Coupe du monde de rugby à XV 2023 organisée en France, il présente les avants-matchs aux côtés de Vincent Clerc.
Durant les Jeux olympiques d'été de 2024 organisés à Paris, il présente les épreuves olympiques diffusées en journée sur France Télévisions depuis la terrasse de installée sur le toit du Musée de l'Homme au Trocadéro ou depuis le « Club France » à la grande halle de la Villette.

### Autres activités
De 2010 à 2016, il est régulièrement présent dans l'émission de Stéphane Bern, Comment ça va bien !, pour y proposer une chronique sur le sport. En 2018, il est chroniqueur dans la nouvelle émission de Michel Cymes, Ça ne sortira pas d'ici !, diffusée le mercredi soir en seconde partie de soirée sur France 2.

## Vie privée
Cédric Beaudou est marié à Marie Barsacq, dirigeante sportive nommée Ministre des Sports, de la Jeunesse et de la Vie associative en 2024. Il est le père de deux filles.

## Livres
- Cédric Beaudou et Lionel Chamoulaud, Paroles de Capitaines : Cinq équipes, cinq Coupes du monde de rugby, Paris, Mango Sport, 19 octobre 2006, 128 p., 30 x 1,6 x 24 cm (ISBN 2-84270-608-0, EAN 978-2842706081)